# Alphonse Deville
Pour les articles homonymes, voir Deville.
Alphonse Deville (1856-1932) est un avocat, journaliste et homme politique français. Siégeant sans discontinuité au Conseil municipal de Paris de 1887 jusqu'à sa mort, il était le doyen d'élection de cette assemblée dont il fut également le président en 1903-1904.

## Biographie

### Jeunesse et études
Jean Marie Alexandre Alphonse Deville est né à Dole, dans le département du Jura le 1er mai 1856, où son père exerçait la profession de commis-greffier près le Tribunal de Commerce. Se destinant dans un premier temps à la profession d'avocat, il entre au barreau en 1878 à l'âge de vingt-deux ans et devient, au concours, secrétaire de la Conférence des avocats.  
Diplômé de l'École polytechnique, il est le premier polytechnicien en toge à intégrer des études à l'École libre des sciences politiques dans son parcours de formation ; il est secrétaire de la promotion 1882-1883 de cette école. 
Le 31 mai 1896, il est victime d'un grave accident en gare de Chantilly en revenant du derby : poussé par la foule, il tombe sous un train ; il doit subir une amputation de la jambe droite au niveau de la cheville .
Alphonse Deville est mort à Paris des suites d'une longue maladie le 20 mars 1932. Il était alors le doyen d'élection du Conseil municipal de Paris où il a siégé sans discontinuité durant quarante-cinq ans.

### Parcours politique
Élu conseiller municipal de Paris (quartier Notre-Dame-des-Champs) en 1887 avec un programme libéral, il est constamment réélu au premier tour de scrutin jusqu'à son décès. Il devient membre de la Commission de l'Enseignement et des Beaux-Arts, qu'il préside à partir de 1895.
Il exerce les fonctions de président du Conseil municipal de Paris de mars 1903 à mai 1904. Il reçoit à ce titre le roi d'Angleterre Édouard VII (le 2 mai 1903) et le roi d'Italie Victor-Emmanuel III à l'Hôtel de ville de Paris ; les discours qu'il prononce à ces occasions sont considérés par ses contemporains comme des chefs-d'œuvre du genre. 
Il devient ensuite rapporteur général du budget au Conseil municipal de Paris, avant de se contenter de sa Commission de l'Enseignement et des Beaux-Arts afin de consacrer plus de temps à sa profession d'avocat.

## Avocat
Alphonse Deville est un avocat prestigieux et apprécié. Il est en effet l'ami intime du président Raymond Poincaré, qu'il connaît depuis la 
Conférence des avocats, et fort lié au président Alexandre Millerand. Ses relations lui permettent d'être principalement un avocat d'affaires.
Il a un moment pour collaborateur Georges Bertrand de Beauvoir, le père de Simone de Beauvoir.

## Journaliste
Alphonse Deville est un ami du journaliste et écrivain André Hallays. En tant que journaliste, il collabore entre autres aux quotidiens Le Monde et La Petite Presse ainsi qu'aux revues Le Moniteur, Le Français,  Le Correspondant, et La France nouvelle.
En 1883, il publie un essai, La philosophie au théâtre.

## Reconnaissance
Alphonse Deville a été nommé chevalier de la Légion d'Honneur le 17 février 1920 puis officier de cet ordre le 4 juin 1926.
La place Alphonse-Deville, située dans son quartier Notre-Dame-des-Champs du 6e arrondissement de Paris porte son nom.